# Łazar Kogan
Łazar Josifowicz Kogan (ros. Лазарь Иосифович Коган, ur. 1889, zm. 3 marca 1939) – szef Głównego Zarządu Obozów OGPU tj. Gułagu – zarządu obozów pracy przymusowej w okresie od czerwca 1930 do 9 czerwca 1932.

## Życiorys
Urodził się w guberni jenisejskiej w rodzinie żydowskiej. Jego ojciec był handlarzem futrami.
Aktywny uczestnik działań rewolucyjnych anarcho-komunistów. W 1908 roku kijowski wojskowy sąd okręgowy skazał go na karę śmierci za uczestnictwo w grabieżach z bronią w ręku. Kara ta została następnie zamieniona na dożywotnie zesłanie, które odbywał w więzieniach jelizawietgrodzkim i chersońskim. Wstąpił do partii bolszewickiej w lipcu 1918 roku. W Armii Czerwonej służył jako komisarz batalionu oraz szef szkoły partyjnej.
W roku 1920 – szef kontrwywiadu w 9 Armii, szef kontrwywiadu Czeka w obwodzie twerskim. Następnie w Czeka-GPU na Północnym Kaukazie: szef Czeka w Noworosyjsku, od 1923 zastępca szefa Czeka w Dagestanie. Od roku 1926 – zastępca szefa Głównego Zarządu Ochrony Pogranicza i Wojsk OGPU.
W roku 1930 – zastępca szefa Oddziału Specjalnego (kontrwywiadu) OGPU. Szef Gułag OGPU od czerwca 1930 do 9 czerwca 1932. Od 1932 roku zastępca szefa Gułag, Matwieja Bermana.

Do sierpnia 1936 szef budowy Kanału Białomorsko-Bałtyckiego mierzącego 227 kilometrów i łączącego Morze Bałtyckie z Morzem Białym zbudowanego w ciągu 20 miesięcy przez 170 tysięcy więźniów Gułagu. Wspomniany jest z tego okresu przez Aleksandra Sołżenicyna w „Archipelagu Gułag”: 

Już pora aby na zboczach tego kanału wyłożyć sześć nazwisk – głównych pomagierów Stalina i Jagody, głównych nadzorców Biełomoru, sześciu najemnych zabójców, zapisawszy przy każdym z nich po trzydzieści tysięcy śmierci ich ofiar: Firin – Berman – Frenkel – Kogan – Rappaport – Żuk

W latach 1936–1937 – zastępca ludowego komisarza (tj. ministra) przemysłu leśnego ZSRR dla nadzorowania dostarczania drewna dla przemysłu sowieckiego.
W czasie „wielkiej czystki” Łazar Kogan będący człowiekiem grupy byłego szefa NKWD (do września 1936) Gienricha Jagody został aresztowany 31 stycznia 1938. Skazany przez Kolegium Wojskowe Sądu Najwyższego ZSRR na karę śmierci i 3 marca 1939 rozstrzelany.
Zrehabilitowany sądownie w ZSRR 24 listopada 1956 w okresie rządów Nikity Chruszczowa.